# KoGaMa
KoGaMa es una plataforma de videojuegos en línea danés free-to-play, multijugador masivo en línea, de tipo sandbox, creado por Caspar Strandbygaard, Michal Bendtsen, Jakob Sillese y Christian Rask. En éste, se le permite al usuario jugar juegos en línea diseñados por usuarios de KoGaMa (llamados por la comunidad y la empresa como «KoGaMians» en inglés, «KoGaMinhas» en portugués y «KoGaMeros» en español), al igual que en la plataforma Roblox. A diferencia de éste, en KoGaMa la creación de un mapa no requiere ningún conocimiento especial de programación, aunque aun así puede usarse una lógica simple, similar a los bloques de Scratch o al sistema Drag And Drop de Game Maker Studio 2.
La primera versión alfa se lanzó el 17 de septiembre de 2011.[cita requerida]
En esta plataforma es posible construir niveles, así como jugarlos, todo está basados en cubos. También es posible comprar estos modelos 3D y avatares en un mercado, en el que el usuario puede usar gold (literalmente «oro» en inglés), la moneda virtual de KoGaMa. También se pueden ganar insignias que se muestran en los perfiles de los jugadores. Algunos artículos se pueden desbloquear de forma gratuita durante los eventos, a cambio de un código de cupón. 
La plataforma se popularizó en Brasil en mayo de 2013, por una traducción por parte de Click Jogos, un portal de juegos brasileño. Actualmente, según sus desarrolladores, KoGaMa tiene más de 22 millones de jugadores y 2,5 millones de niveles creados.
 

Desde febrero de 2019, KoGaMa cuenta con un programa «Elite», disponible por dinero real. El jugador suscrito a Élite recibirá ventajas como la aparición de sus juegos en la pantalla principal, más experiencia (que se usa para subir de nivel y obtener gold) mientras juega, bloqueo de anuncios o insignias exclusivas, entre otros.

## Historia
La empresa MultiverseAps, la desarrolladora de KoGaMa, fue fundada en 2010 por Michal Bendtsen y Christian Rask. El juego se hizo público en 2011.
En mayo de 2013, MultiverseAps hizo un patrocinio con Click Jogos, portal de juegos brasilero, que además proporcionó una traducción al portugués para el sitio. Este patrocinio hizo que Multiverse desarrollen un servidor únicamente en portugués, dirigido a un público brasilero. En este servidor, el 22 de mayo de 2015, se hizo un patrocinio con Coca-Cola para promocionar a la Fanta mediante un evento que duró desde el 22 de mayo hasta el 30 de junio.
En noviembre de 2017, Nordisk Film compró un 40% de MultiverseAps (incluyendo a KoGaMa) por 13 millones de coronas danesas. Según reporta Nordisk Film, para entonces MultiverseAps contaba con siete empleados y tres millones de usuarios activos en KoGaMa (entre 50 países, grosso modo) con dos millones de juegos creados.
En el 26 de junio de 2018, MultiverseAps hizo un evento, promocionando al portal de juegos kizi.com (actualmente propiedad de Azerion), el cual constaba en hacer un juego sobre la mascota del sitio web, eligiéndose un ganador el cual aparecería en kizi.com. El evento concluyó el 10 de julio, siendo el ganador anunciado el 17 de julio.
En 2019, KoGaMa ganó el premio de «Best Live Game» en el Spilprisen de tal año, evento anual organizado por la Asociación de Productores de Dinamarca, encargada en premiar juegos daneses.

## Características

#### Servidores actuales
KoGaMa posee tres grupos de servidores:
- Live (o WWW), servidores principales del juego, antiguamente llamado EU.
- BR, servidores brasileños en los cuales el único idioma es el portugués brasileño.
- Friends, antiguamente llamado US (servidores estadounidenses). Estos servidores son servidores de prueba, donde diversas funcionalidades son probadas antes de publicarlas.

#### Antiguos servidores
- BETA, estos servidores servían para testear diversas funcionalidades antes de publicarlas, después fueron fusionados con Friends.
- US, servidores con una sola lengua, el inglés. Estos últimos están fusionados con Friends.

### Gold
El «gold» es la moneda virtual de KoGaMa. Ciertos tipos de artículos se pueden comprar con estos :
- Modelos 3D (10 golds)
- Avatars (140 golds)
- Boosters (variable)
- Materiales (variable)
- Cubos de diseño (variable)

El «gold» iba previamente acompañado de otra moneda virtual, el «silver» (que significa en inglés “plata”). Esta era usada para hacer precios personalizados en los modelos y avatares creados por la comunidad, ya que el precio con oro siempre es el mismo. Esta fue eliminada en 2016.[cita requerida]

### Cubos de diseño
Los cubos de diseño son cubos visibles solo durante el diseño del juego (son invisibles para la visión del jugador), estos cubos permiten la programación de juegos, animación, etc.

### Insignias
Las insignias se utilizan para mostrar la membresía y la actividad en KoGaMa, estos se pueden obtener subiendo el nivel o mediante eventos usando un código de cupón.

#### [15]Insignias de nivel
Los insignias de grupo de nivel son insignias que se pueden obtener cuando se alcanza un determinado nivel, nivel obtenido a través de experiencia (que, entre otros métodos, puede obtenerse jugando juegos o vendiendo objetos en la tienda de la plataforma). Las insignias se obtienen cada cinco niveles (desde el 2 hasta el 41, con un total de 9 insignias)
Los niveles son representados con una imagen en el perfil del usuario. Tal imagen constará de un número (su nivel) sobre formas en patrones de cierto color, que varía con la insignia (la tortuga es azul, el gato morado, el lobo verde, etcétera). Si bien desde el número 45 para arriba ya no se actualiza y el número sigue viéndose como 45, los niveles siguen.